# Capri Anderson
Capri Anderson, née Christina Walsh le 30 mars 1988 à New York,, est une actrice de films pornographiques américaine.

## Biographie
Capri Anderson est entrée dans le monde du porno en 2008 et a été élue Twistys Treat of the Month de janvier 2009. Elle fait la une des médias lorsqu'il est révélé qu'elle se trouvait avec l'acteur Charlie Sheen lorsque celui-ci a ravagé sa suite du Plaza Hotel, le 25 octobre 2010,. En mars 2011, elle signe un contrat d'exclusivité avec Vivid.
En outre, elle est ouvertement bisexuelle, malgré sa préférence pour le sexe lesbien .

## Filmographie non exhaustive
- 2007 : Backyard Oil Wrestling
- 2008 : Cable Guy Sex[2]
- 2008 : Filthy's First taste 7[2]
- 2008 : Sluts Fight Club
- 2008 : Virgins of the screen 6[5]
- 2009 : Cougars Crave Young Kittens 1
- 2009 : Do Me Wet
- 2010 : Meow!
- 2010 : Molly's Life 5
- 2010 : Mother-Daughter Exchange Club 12
- 2010 : We Live Together.com 14
- 2010 : Women Seeking Women 59
- 2010 : Charlie's Angel Capri Anderson
- 2011 : Spider-Man XXX: A Porn Parody, de Axel Braun, Mary Jane Watson
- 2011 : Goddesses
- 2012 : Me and My Girlfriend 2
- 2012 : Water Guns
- 2013 : Lesbian Love Stories 2
- 2013 : We're Young and Love to Lick Pussy
- 2014 : Luscious Lesbians 2
- 2014 : Obsessed
- 2015 : Gettin' Hot By The Fire
- 2015 : Delightful Ambition
- 2016 : Sapphic Erotica 3
- 2016 : Wet For Women 4
- 2017 : Julia Ann and Her Girlfriends
- 2017 : Sister Act (II)

## Distinctions
Récompenses
- 2013 : AVN Award de la meilleure actrice dans un second rôle (Best Supporting Actress) pour Pee-Wee's XXX Adventure: A Porn Parody (Vivid Entertainment Group)[6]

Nominations
- 2011 AVN Award - Best Web Star - ClubCapriAnderson.com
- 2011 AVN Award - Best All-Girl Couples Sex Scene - Foot Fetish Daily (avec Ruby Knox)
- 2011 AVN Award - Best Tease Performance - Meow!
- 2012 AVN Award - Best Actress - Runaway
- 2012 AVN Award - Best Oral Sex Scene - Spider-Man XXX: A Porn Parody
- 2012 AVN Award - Best Solo Sex Scene - My Little Black Book
- 2012 AVN Award - Best Three-Way Sex Scene (G/G/B) - Spider-Man XXX: A Porn Parody (avec Ash Hollywood et Seth Dickens)
- 2012 AVN Award - Crossover Star of the Year
- 2012 AVN Award - Most Outrageous Sex Scene - Spider-Man XXX: A Porn Parody (avec Xander Corvus)
- 2013 XBIZ Award - Best Actress – All-Girl Release - Me and My Girlfriend 2
- 2014 AVN Award - Best All-Girl Group Sex Scene - Streaker Girls (avec Tasha Reign, Rikki Six et Heather Vahn)
- 2014 AVN Award - Best Tease Performance - Cuties 4